# Diocèse d'Édimbourg
Le diocèse d'Édimbourg est au Royaume-Uni, un diocèse de l'Église épiscopalienne écossaise. C'est le seul qui a été créé après la Réforme par le roi Charles Ier en 1634.
La cathédrale diocésaine est celle de Sainte-Marie d'Édimbourg.
Autres églises notables du diocèse :
- Église Saint-Paul et Saint-Georges d'Édimbourg
- Chapelle de Rosslyn